# Duga Luka (Labin)
Pour les articles homonymes, voir Duga Luka.
Duga Luka est une localité de Croatie située en Istrie, dans la municipalité de Labin, dans le comitat d'Istrie. En 2001, la localité comptait 20 habitants.

## Démographie
| 1948 | 1953 | 1961 | 1971 | 1981 | 1991 | 2001 |
| ---- | ---- | ---- | ---- | ---- | ---- | ---- |
| 32   | 43   | 30   | 21   | 18   | 18   | 20   |